# Buteo buteo
El busardo ratonero, ratonero común, busardo euroasiático, águila ratonera o aguililla (Buteo buteo) es una especie de ave accipitriforme de la familia Accipitridae propia del Viejo Mundo. Es la especie más común de la familia Accipitridae en Europa central. De tamaño medio y aspecto compacto, el plumaje de cada individuo varía entre marrones oscuros y tonos blancos. Su hábitat natural son paisajes abiertos como praderas, campos y brezales con bosques o zonas arboladas colindantes en los que construir su nido.
El área de distribución del busardo ratonero comprende la práctica totalidad de Europa continental, con la excepción del norte de Escandinavia. Asimismo, es una especie residente en el Cáucaso y norte de Turquía e Irán. Solo una parte de la población es migradora. En verano está presente en la estepa de Rusia; en invierno, dichas poblaciones migran a India y norte, este y sur de África. Se alimenta principalmente de pequeños mamíferos, pero complementa su alimentación con otros pequeños vertebrados (reptiles y aves), insectos y lombrices. El busardo ratonero, en general, no se encuentra amenazado y el número de ejemplares continúa aumentando tras sobreponerse a una fuerte persecución sufrida hasta el siglo XX.

## Características
El busardo ratonero es un ave rapaz de tamaño medio y aspecto robusto. Sus medidas típicas son de 46 a 58 cm de longitud y de 110 a 132 cm de envergadura alar. Las alas son relativamente anchas y la cola, que es algo corta (entre 19,3 y 23,6 cm), es ligeramente redondeada al final, en forma de abanico. En dos estudios en la península ibérica se obtuvo una longitud media del ala de 36,9 y 38,2 cm para los machos, respectivamente, y 39,4 y 40 cm para las hembras, respectivamente. En una muestra de población de las islas Canarias se obtuvieron valores ligeramente inferiores. Esta ave rapaz tiene una amplia variedad de plumajes, desde los marrones oscuros hasta los tonos blancos. Las puntas de las plumas primarias son siempre oscuras y la cola presenta finas bandas en las que se alternan marrones y blancos. En vuelo, durante el que realizan largos planeos, se aprecia la parte interior de las alas, en las que se destacan grandes manchas claras en las rémiges primarias y secundarias. Desde el babero (garganta) hasta el vientre, el colorido es irregular, aunque es característica una banda blanca más o menos definida atravesando el pecho de ala a ala. Dicha banda está más rayada de arriba abajo en ejemplares jóvenes y de un lado a otro en los más viejos. El obispillo puede ser tanto de color pardo uniforme, como moteado o rayado, y lo mismo sucede con las calzas, que cubren solamente la parte superior de las patas (no puede considerarse al ratonero un águila calzada). La cola es el rasgo más definitorio para distinguir entre subespecies de ratonero y también para diferenciarlo mejor del ratonero calzado (Buteo lagopus). También puede ser confundido con la culebrera europea (Circaetus gallicus) y, tanto por aspecto como por reclamo, con el halcón abejero (Pernis apivorus). Para discernir entre especies, también es posible ayudarse de la localización y de la época del año, ya que sus hábitats naturales se solapan solo parcialmente.

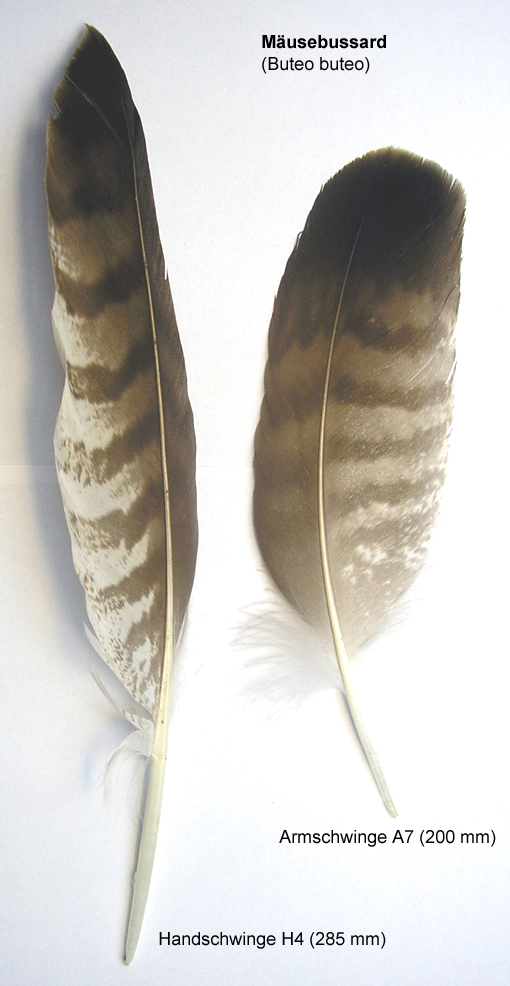
Plumas primarias (izquierda) y secundarias (derecha) de Buteo buteo; véase la orientación asimétrica de las partes inferiores.

La diversidad fenotípica del ratonero se refleja incluso en su nombre común en francés: buse variable. Del mismo modo, se ha intentado explicar esta variabilidad relacionándola con la amplia distribución que ocupan los ratoneros a lo largo del planeta. Desde muy temprano se buscó una razón en esta dirección, algo que posteriormente se ha investigado con mayor intensidad. Así, se analizaron las distribuciones de cada variante de color en áreas de gran tamaño, y, además, se buscó determinar una correlación con el éxito reproductivo. En Alemania, para esclarecer esta relación en detalle, se marcaron busardos ratoneros para su posterior seguimiento; gracias a un proyecto de ciencia ciudadana, cualquiera podía ayudar aportando información sobre sus avistamientos. Una investigación de genética molecular llevó a la verificación de una baja heterocigosis, de lo cual se planteó la hipótesis de un posible cuello de botella biológico que hubiera podido causar finalmente el alto grado de polimorfismo del busardo ratonero.
Las patas del busardo ratonero son de un color ocre o amarillo oscuro y las garras son de color pardo oscuro (y su claridad suele ir en consonancia con la del plumaje del individuo). El pico es negro y se aclara más cerca de la cera, que es amarilla. En los ejemplares muy  jóvenes y crías, las partes desprovistas de plumas (patas y cera) son de un rosa claro. El iris varía entre gris, marrón grisáceo o incluso tonos amarillentos, y suele estar relacionado con el colorido del resto del cuerpo.
En vuelo, sus alas resultas cortas y anchas, su cabeza corta también y su cola en forma de abanico. Realiza planeos sostenidos, a menudo circulares, con aleteos lentos y de vez en cuando cernidos.

### Diferenciación según la edad

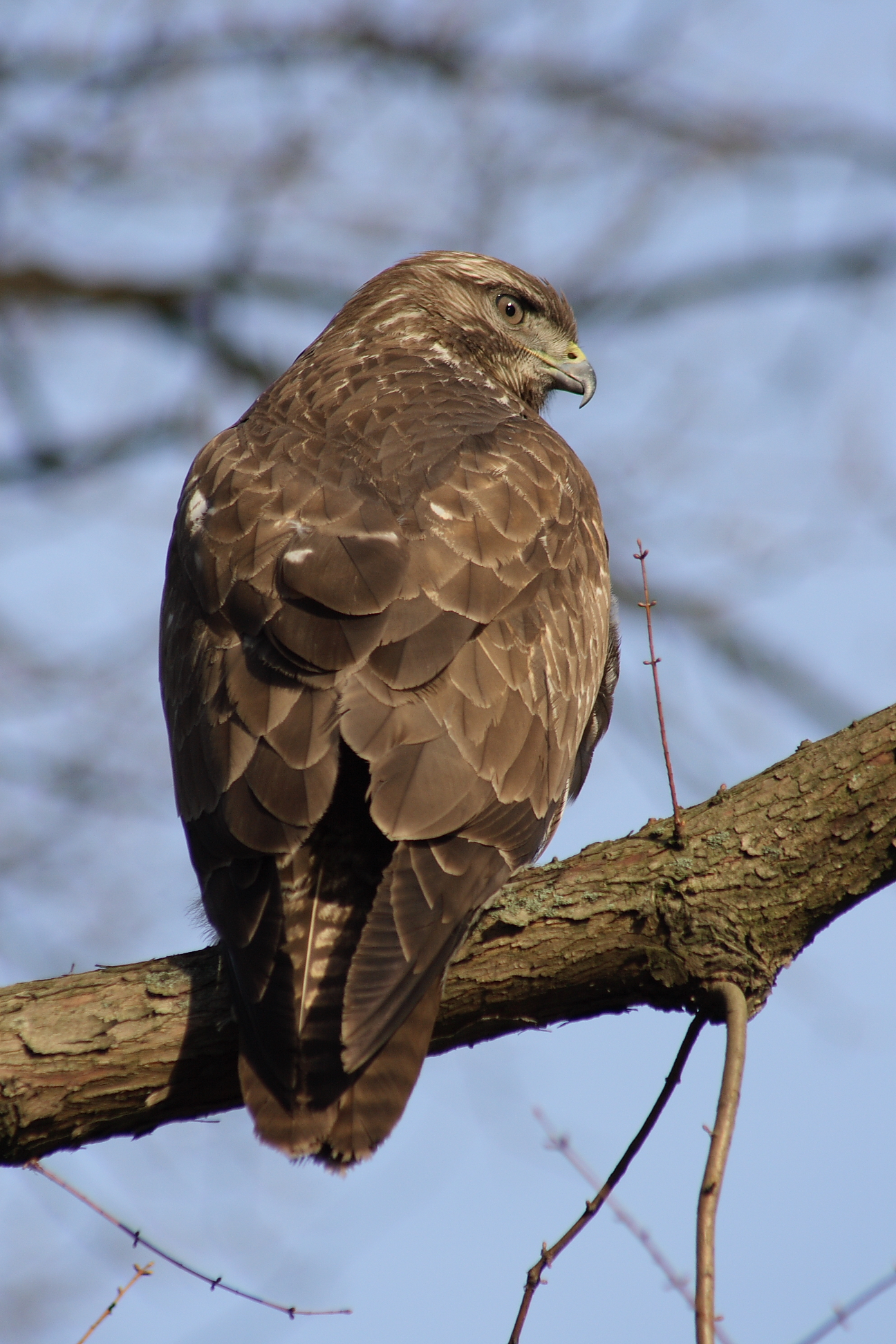
Dorso de un ejemplar de segundo año.

Los busardos ratoneros presentan diferentes rasgos a lo largo de su vida, lo cual permite estimar su edad aproximada. Una primera distinción se puede efectuar observando el iris, ya que en los jóvenes es más claro que en los viejos. Una diferenciación más llamativa entre jóvenes y adultos se encuentra en la cola, tanto en colorido como en forma, pues en los individuos jóvenes la última franja oscura no es mucho más ancha que el resto de franjas, mientras que en los adultos esa banda terminal es mucho mayor. Asimismo, los jóvenes tienen plumas más puntiagudas en la cola, y los adultos más romas.
El cambio del plumaje de juventud al de adulto tiene lugar en la primera muda, que se da hacia el primer año de edad. Durante dicha muda no se renueva la totalidad de las plumas de la cola ni las primarias, lo cual permite diferenciar ejemplares hasta su tercer año de vida. El primer y el segundo plumaje de los polluelos puede ser gris o totalmente blanco. Los pollos con plumaje gris muestran un parche blanco en la garganta y garras totalmente negras. En los pollos blancos no se puede distinguir si hay o no un parche blanco en el cuello, pero sí se aprecia una diferencia en las garras, pues las puntas son blancas. Tras la época reproductiva, los adultos de B. b. buteo mudan su plumaje por completo, pero las fases de muda no obedecen a patrones fijos y difieren entre la península ibérica y Europa central, por ejemplo.

### Peso
En Alemania, donde viven unas 100 000 parejas, se han medido los pesos de busardo ratonero y se ha obtenido una media de 790 g para machos adultos (con extremos de 622 a 1183 g) y una media de 990 g para las hembras (con extremos en 782 y 1364 g). Dichas cifras se tratan de pesos normales, sin ejemplares desnutridos, y de media anual. Se comprobó el estado nutricional y se realizaron las medidas con buche y estómago vacíos. El peso varía considerablemente a lo largo del año, ya que desde la época de cría hasta el invierno un macho puede acumular unos 130 g (de 12 a 290 g en el estudio) de grasa y una hembra unos 180 g (de 47 a 370 g) que luego gastarán en los meses fríos, principalmente de enero a abril. Tal cantidad de grasa supone aproximadamente entre un 14 y un 16 % del peso corporal total. Por tanto, es hacia noviembre y diciembre cuando los busardos ratoneros presentan su peso más elevado. En casos excepcionales, la reserva de grasa puede llegar a alcanzar un cuarto del peso total. La cantidad ingerida de alimentos suele encontrarse en el buche, y ronda los 82 g de media en machos, algo más de un 10 % de su peso (máximo medido de 156 g, 19,7 %); y 134 g en hembras, un 13,5 % (máximo de 209 g, 21,1 %). Los busardos ratoneros no presentan dimorfismo sexual, la diferencia principal entre machos y hembras es el tamaño y el peso, aunque no es suficiente para distinguirlos.
Mediante controles diurnos de quince nidos entre 1988 y 1996 en la región holandesa de Drente, se midió un peso medio en pollos recién eclosionados de 44,5 g (a partir de una muestra de siete machos y tres hembras).

### Vocalización
En comparación con otras rapaces, el ratonero es un ave ruidosa, con frecuentes llamadas y reclamos. La llamada que se puede escuchar fácilmente cuando se encuentran en vuelo suena similar a un maullido e incluso es imitada por los arrendajos. Dicho grito se puede escuchar durante todo el año, aunque es especialmente frecuente en la época de cría. La señal de alarma del busardo ratonero es parecida, pero suena algo más grave y más agresiva. Se pueden oír a los polluelos a partir de sus veinte días de edad, aproximadamente. Los dos sexos tienen los mismos reclamos. Machos y hembras tienen los mismos reclamos.
Los polluelos pueden emitir sonidos desde el primer día —para reclamar comida, por ejemplo—, pero suenan de manera distinta. Desde los doce días de edad, sus llamadas se van agravando y van ganando en potencia; también se van alargando, pero para cuando abandonan el nido vuelven a ser más breves. Según el hambre que tengan, sus reclamos pueden producirse en series muy continuadas o pueden hacer largas pausas. A partir de julio se pueden escuchar sus llamativos gritos para dar a conocer su posición lejos del nido.

## Distribución geográfica
El busardo ratonero vive en casi toda Europa continental, con la excepción del norte de Escandinavia y de Rusia. En Europa central es el ave de presa más común, muy por delante en número del cernícalo vulgar (Falco tinnunculus). También se distribuye por el Cáucaso y el norte de Turquía y de Irán. Es un ave residente —esto es, que vive permanentemente en el lugar, con posibles migraciones de corto recorrido— en todo su área de distribución en Europa salvo en las repúblicas bálticas, Escandinavia, Finlandia, Bielorrusia, Ucrania y Rusia, donde sus territorios se extienden más allá de los montes Urales, hasta la frontera rusa con Mongolia. En aquellas zonas donde vive de forma estacional, sí realiza largas migraciones. Sus territorios de invernada, donde no se producen nacimientos, se localizan en el norte de África y en toda la franja oriental africana que va desde Etiopía y Eritrea hasta Namibia y Sudáfrica, así como en Oriente Medio, sur de Turquía y en la India. Los ratoneros migrantes se conocen también con el nombre de busardos de la estepa, en relación con la estepa euroasiática donde viven parte del año. Por culpa de la caza indiscriminada, no hay busardos ratoneros en la mayor parte de Irlanda ni en parte de Gran Bretaña desde finales del siglo XIX.

## Taxonomía

### Género

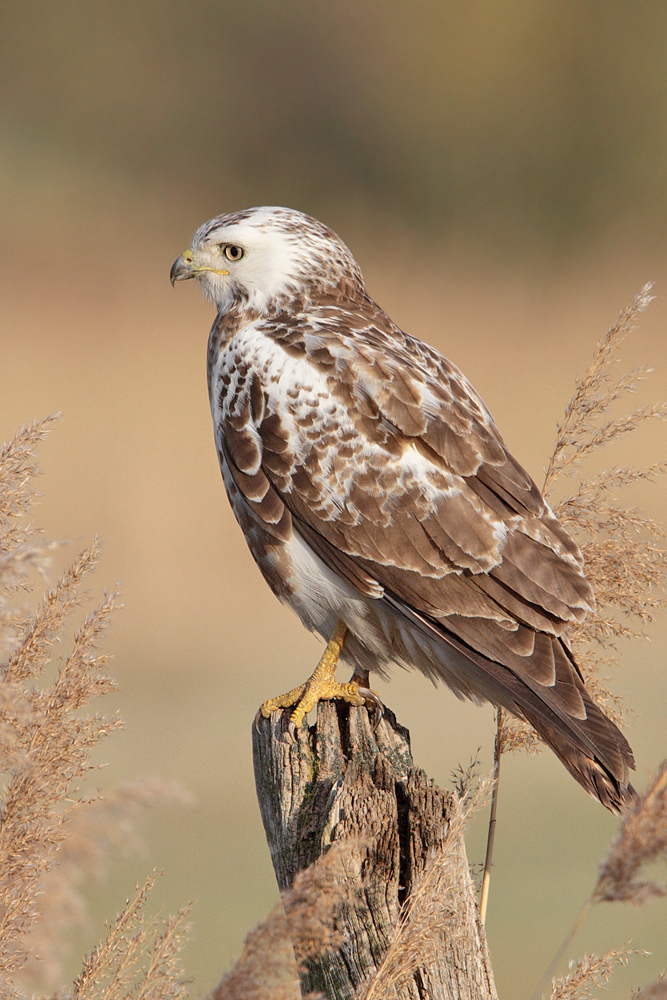
Busardo ratonero con coloración muy clara.

El género Buteo engloba veintinueve especies dispersas por todo el mundo, de las cuales diez habitan Eurasia y África, entre ellas el busardo ratonero, cuyos parientes biológicos más próximos son el busardo moro (Buteo rufinus), el busardo mongol (Buteo hemilasius) y el busardo montañés (Buteo oreophilus). El ornitólogo inglés Francis Willughby denominó a la especie Buteo vulgaris, que es un sinónimo en desuso para Buteo buteo. Carl Linnaeus primero le otorgó el nombre Falco buteo, pero después lo cambió a la forma actual.

### Subespecies
La clasificación de subespecies de Buteo buteo no es nada clara, en parte por la amplia distribución de la especie y en parte por su alta diversidad morfológica. En 2010 y 2011, dos de ellas fueron reconocidas como especies separadas por la Unión Ornitológica Internacional (UOI):
- Buteo b. buteo; la subespecie nominal, dispersa por la mayor parte de Europa y en el norte de Turquía.

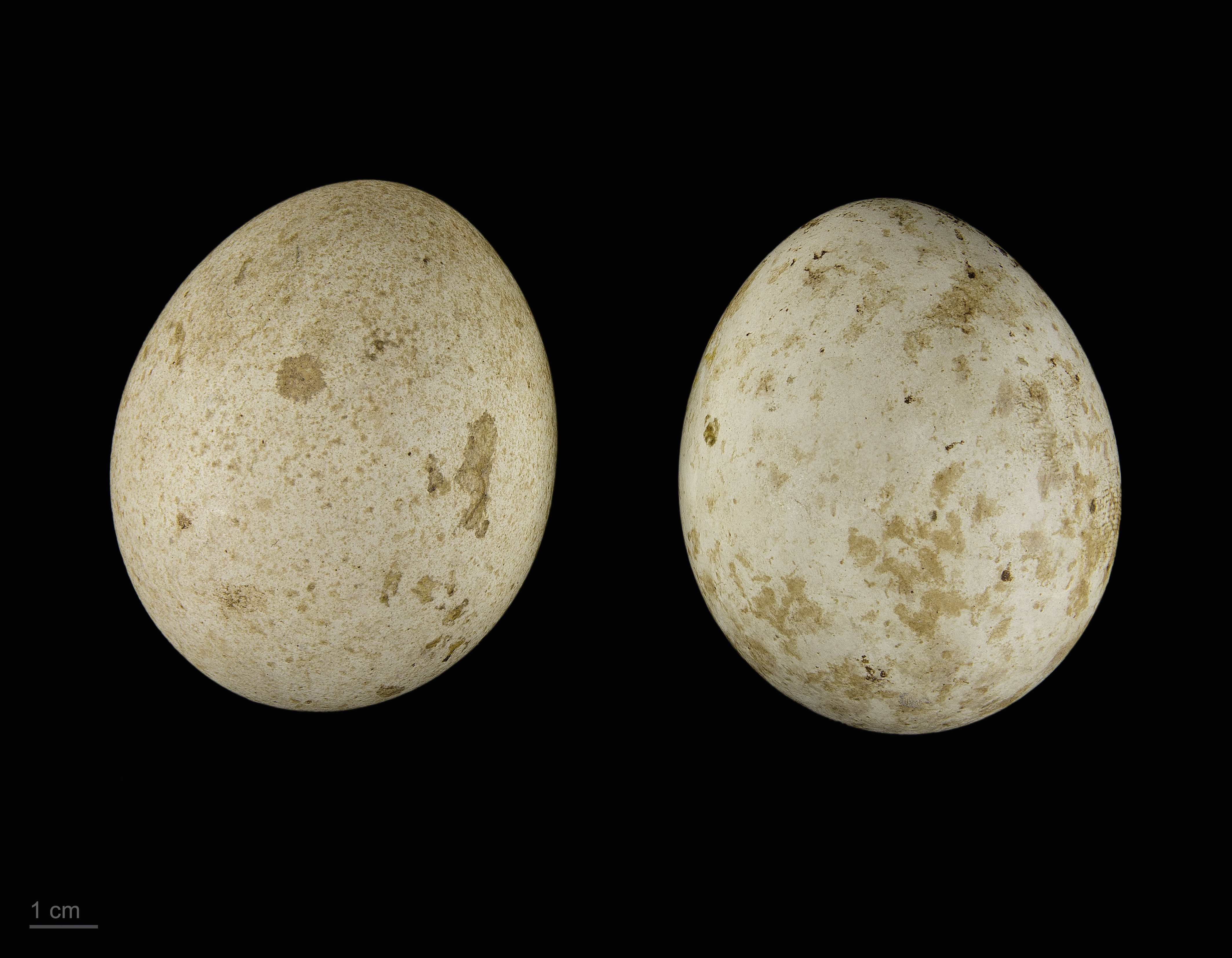
Buteo buteo vulpinus - MHNT

- B. b. vulpinus; de aspecto más pardo y más rojizo,[23] cría en Suecia, Finlandia, Rusia occidental, hasta el Cáucaso y Asia central. Subespecie migradora, está en contacto con la subespecie nominal.[43] Su colorido es menos variable y, de media, es más pequeño que B. b. buteo. El vientre y la cola son más acanelados, rojizos y menos rayados.[44] En Europa central se lo puede encontrar de paso en sus migraciones o en invierno, procedente de tierras más frías.[45] Algunos ejemplares permanecen en Polonia en verano.[46]
- B. b. menetresi; también denominado busardo de la estepa conjuntamente con B. b. vulpinus; vive en Crimea, el Cáucaso y el norte de Irán; esporádicamente aparece en el sureste europeo.[46]
- B. b. arrigonii y B. b. pojana; viven en Córcega y Cerdeña y son un poco más claros y pequeños que B. b. buteo.[47][48][49] Algunos autores reconocen la primera,[39] y otros la segunda.[40]

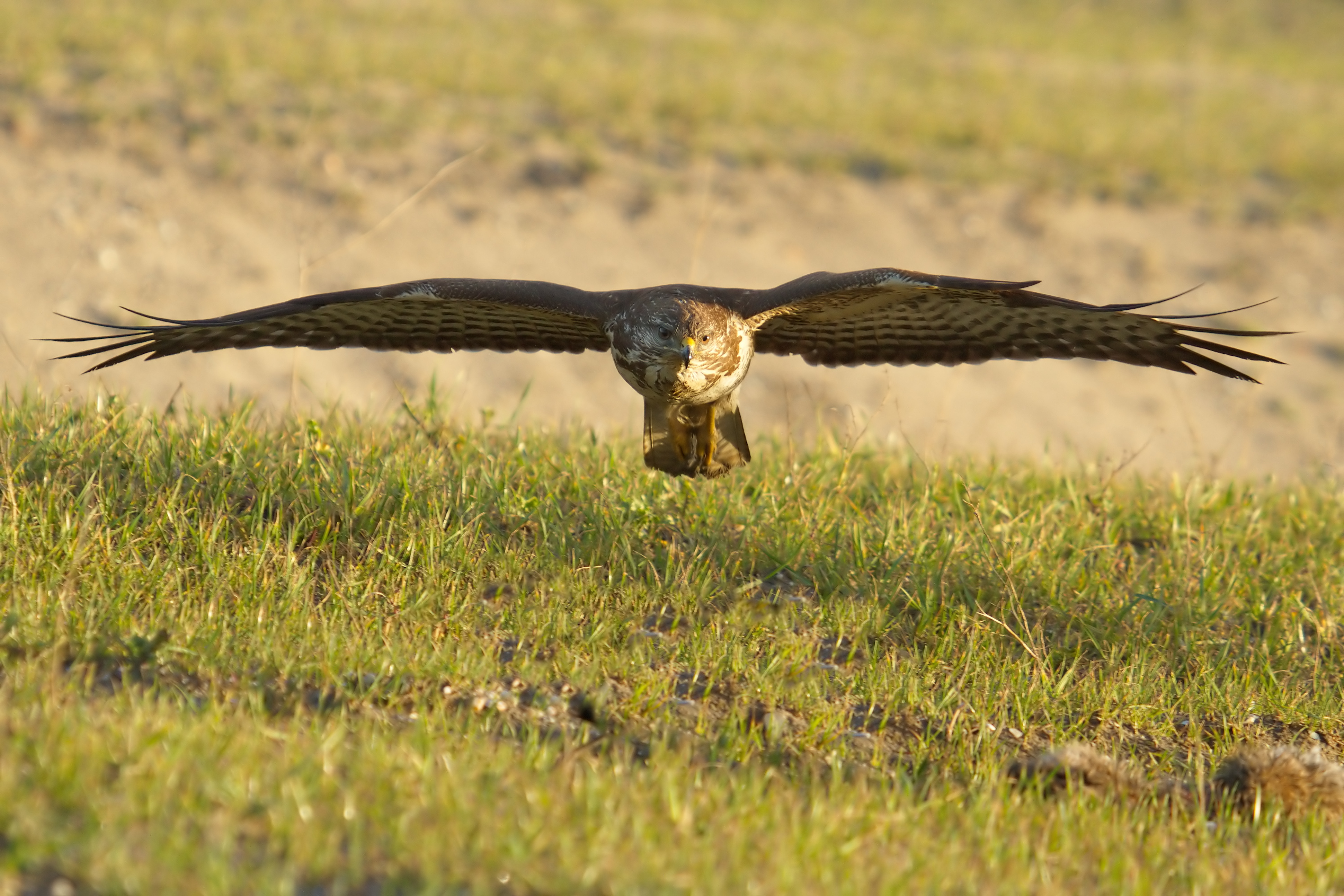
Vista frontal de un busardo ratonero en vuelo rasante.

- B. b. insularum; vive en las islas Canarias, algo menor, de dorso más pardo y más listada en el vientre.[11][47]

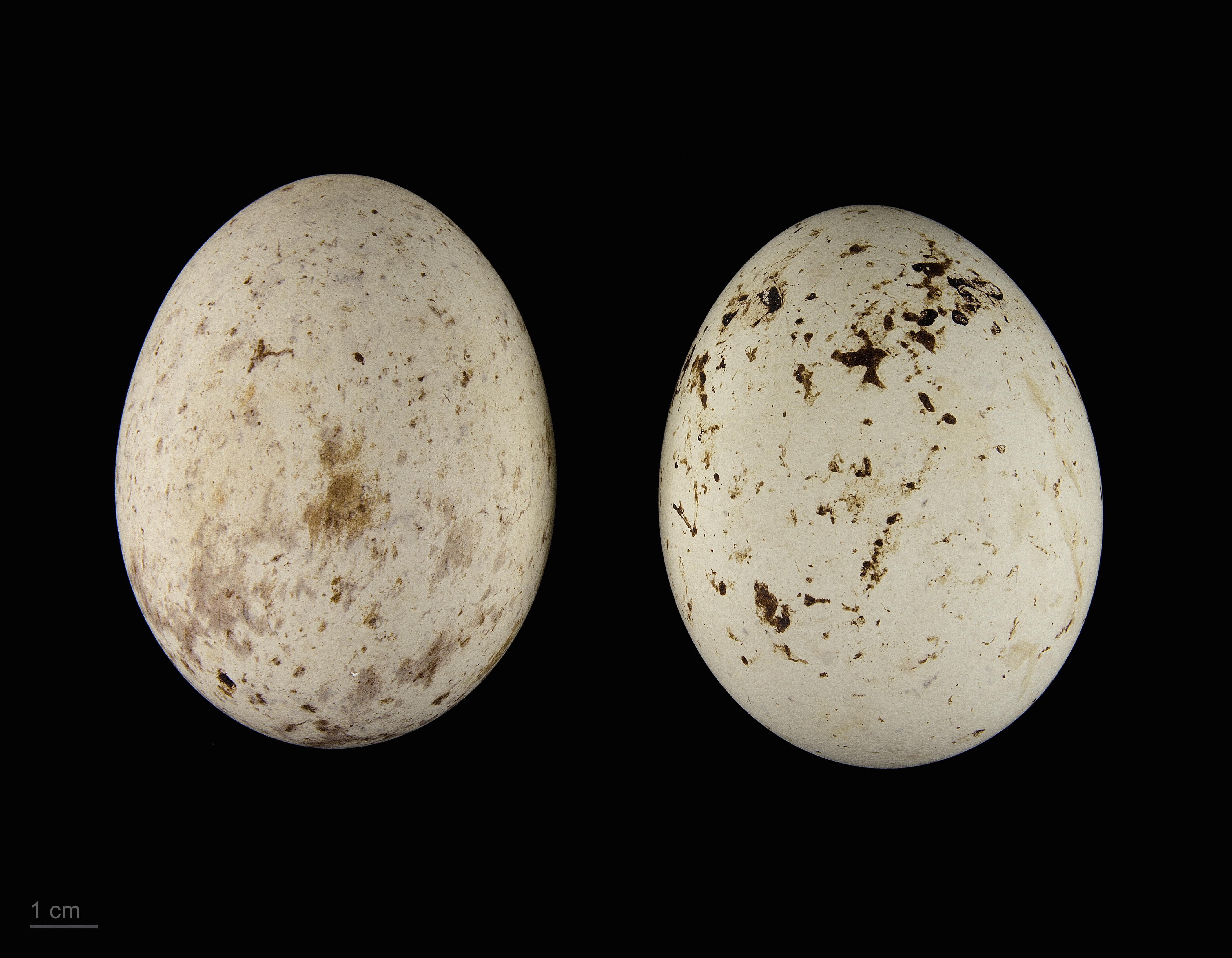
Buteo buteo rotschildi - MHNT

- B. b. rothschildi; vive en las Azores y es un poco más oscuro y pequeño B. b. buteo.[47] Otros autores no la reconocen y la consideran incluida en B. b. insularum.[40]
- B. b. harterti;[41] vive en Madeira.[47] No reconocida por todos los autores.[39]
- B. b. hispaniae; vive en la península ibérica y en la península itálica. Descrita en 1939 por Adolf von Jordans y sugerida aparte por Augusto Gil Lledget en 1945, no se suele usar esta subdivisión por no estar totalmente validada.[40][39][11][41][50] Supuestamente, la subespecie sería más rojiza.[50]

Subespecies separadas recientemente:
- B. b. bannermani; también conocido como busardo de Cabo Verde, donde vive, es denominado como especie separada Buteo bannermani desde 2011 por la UOI.[40]
- B. b. refectus;[41] también conocido como busardo del Himalaya, habita esta cordillera y el oeste de China.[51] Es denominado como especie separada Buteo burmanicus o Buteo refectus.[40][39]
- B. b. socotrae; también conocido como busardo de Socotora, donde vive, es denominado como especie separada Buteo socotraensis desde 2010 por la UOI.[40]
- B. b. japonicus; conocido como busardo oriental y residente en Japón, habría pasado de B. b. vulpinus a ser Buteo japonicus, aunque constaba como subespecie de Buteo buteo según Sibley y Monroe en 1990 y 1993.[52][41]
- B. b. trizonatus; conocido como busardo forestal, vive en Sudáfrica, y ahora se trata como a una especie diferente: Buteo trizonatus.[40][39][53]

Dos formas residentes de islas cercanas a África son a menudo asignadas al grupo B. buteo occidental, pero parecen ser especies distintas más cercanas al ratonero moro (Buteo rufinus) africano; esta afirmación está basada en biogeografía y estudios preliminares de datos de secuencias de ADN mitocondrial del citocromo b.

## Hábitat natural

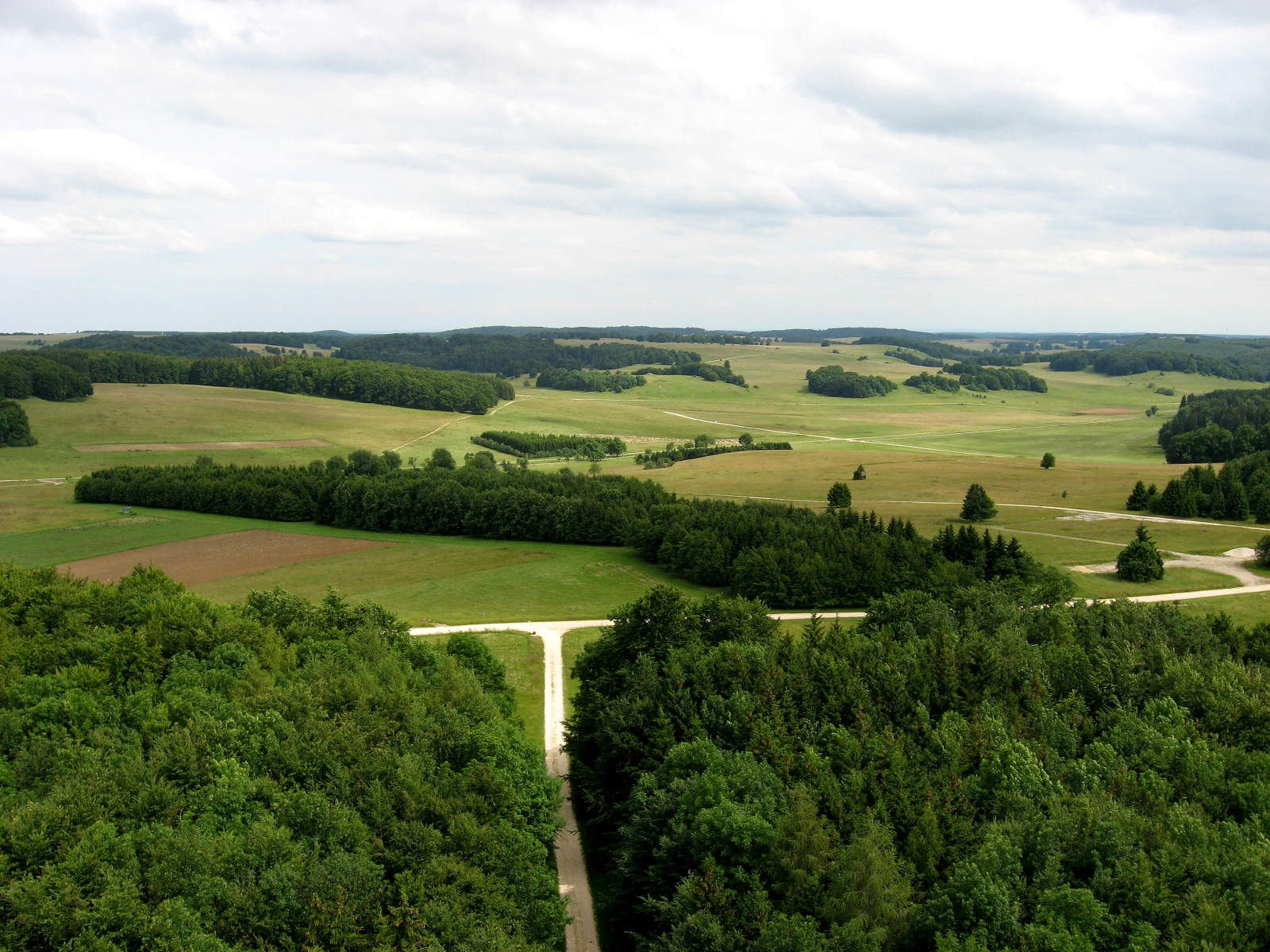
Hábitat típico, en la Jura de Suabia.

El hábitat natural típico de los ratoneros son lugares en los que se combinan espacios abiertos con masas forestales. En los bosques y zonas arboladas construye sus nidos, pero es en praderas y otros paisajes abiertos similares donde caza. Por tanto, junto al bosque debe haber prados, brezales o incluso humedales para que pueda alimentarse. También pueden ser un territorio propicio para la caza los terrenos deforestados por el hombre o con baja vegetación, como campos de cereales, sobre todo en invierno. No es raro observar busardos ratoneros junto a autovías, ya que usan sus márgenes y otros caminos para cazar. Para la colocación del nido, suelen escoger las lindes de los bosques, preferiblemente no muy extensos y con árboles maduros. No suelen adentrarse excesivamente en los bosques para construir sus nidos, lejos de sus zonas de caza, ni tampoco suelen elegir sotos demasiado estrechos o árboles solitarios, por sentirse desprotegidos. Sin embargo, no son aves muy exigentes al elegir un territorio, lo que favorece su amplia dispersión. Por ejemplo, en las islas Canarias pueden nidificar en laderas y barrancos a gran altitud, y en Schleswig-Holstein y Brandeburgo se han encontrado cada vez más asentamientos en zonas pobremente arboladas, con nidos en filas de álamos e incluso en árboles solitarios a menos de cien metros de granjas, algo que no se había descrito con anterioridad. Aunque los adultos habitan desde el nivel del mar hasta los 1600 m s. n. m. o 2000 m s. n. m., los nacimientos de crías por encima de los 1000 m s. n. m. son poco frecuentes, aunque los hay. Hay nidadas exitosas cerca de asentamientos humanos. Un estudio en los Apeninos de Abruzzo estableció la existencia de 32 territorios en una superficie de 387 km², es decir, 8,3 parejas reproductoras por cada 100 km².
La elección del árbol para construir su nido depende de la región donde se encuentren, aunque habitualmente son árboles de al menos 20 cm de diámetro en la base. Así, en Europa son habituales las nidificaciones en pinos silvestres, robles, hayas, alisos, abedules, sauces, píceas europeas y abetos, entre otros, en los que sitúa su nido a unos 18 m de altura, frecuentemente al final del tronco principal, donde se ramifica, o junto al tronco en alguna rama lateral. Se han documentado al menos dos casos de nidadas en el suelo y uno en una torre de alta tensión.

## Comportamiento

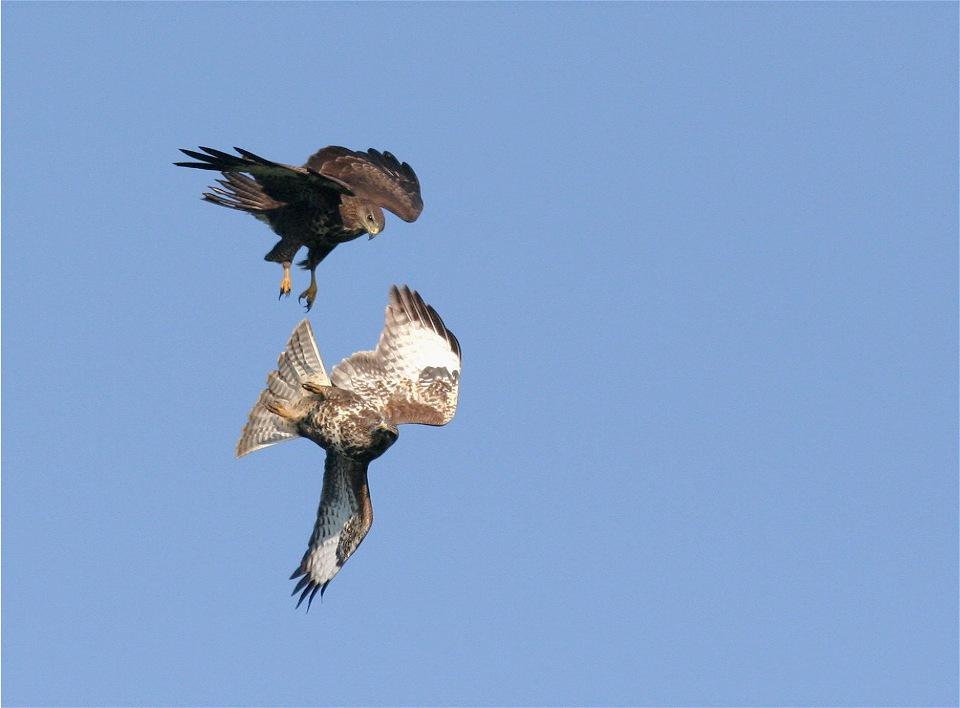
Busardos jóvenes enfrentándose en vuelo.

El comportamiento territorial de los busardos ratoneros se aprecia especialmente durante la época de cría, en la que defienden el entorno del árbol donde han establecido su nido. Expulsan a los individuos extraños que se internan en su territorio mediante veloces aproximaciones aéreas acompañadas de potentes aleteos. Mientras tiene lugar el nacimiento y el crecimiento de los pollos, las disputas con otras parejas cercanas se reduce, aunque de vez en cuando sí puede haber enfrentamientos con busardos solitarios.
El cortejo tiene lugar a partir de mediados de febrero; en él, la pareja efectúa vuelos sobre las cercanías del nido. Estos vuelos consisten en planeos conjuntos circulares en los que realizan frecuentes vocalizaciones. A continuación, los planeos son seguidos por descensos y ascensos zigzagueantes y espirales que suelen terminar con una caída hasta el nido.
Fuera de la época de cría, los ratoneros viven en grupos muy dispersos, en especial en zonas con una alta oferta de alimento. La densidad de población aumenta llegado el invierno, debido a las posibles migraciones de otros ejemplares por el frío o por la falta de alimento en sus zonas. Estos invitados suelen planear la mayor parte del día y solo buscan árboles para descansar y dormir.
Las bandadas no son frecuentes, y pueden tener lugar especialmente en caso de haber carroña o en situaciones de falta de caza durante el invierno. En esas bandadas existe una jerarquía, es decir, hay individuos que ostentan prioridad frente a sus congéneres, y lucharán y se defenderán por mantenerla. Otro momento en que es común observar bandadas es la época de migración (en las subespecies migradoras), en las que se pueden contar ocho o más ejemplares planeando juntos en círculos, aprovechando las corrientes térmicas y vientos ascendentes. Una vez acabada la migración, normalmente cada busardo vuelve a ir por su lado.

### Migraciones

#### Subespecie nominal

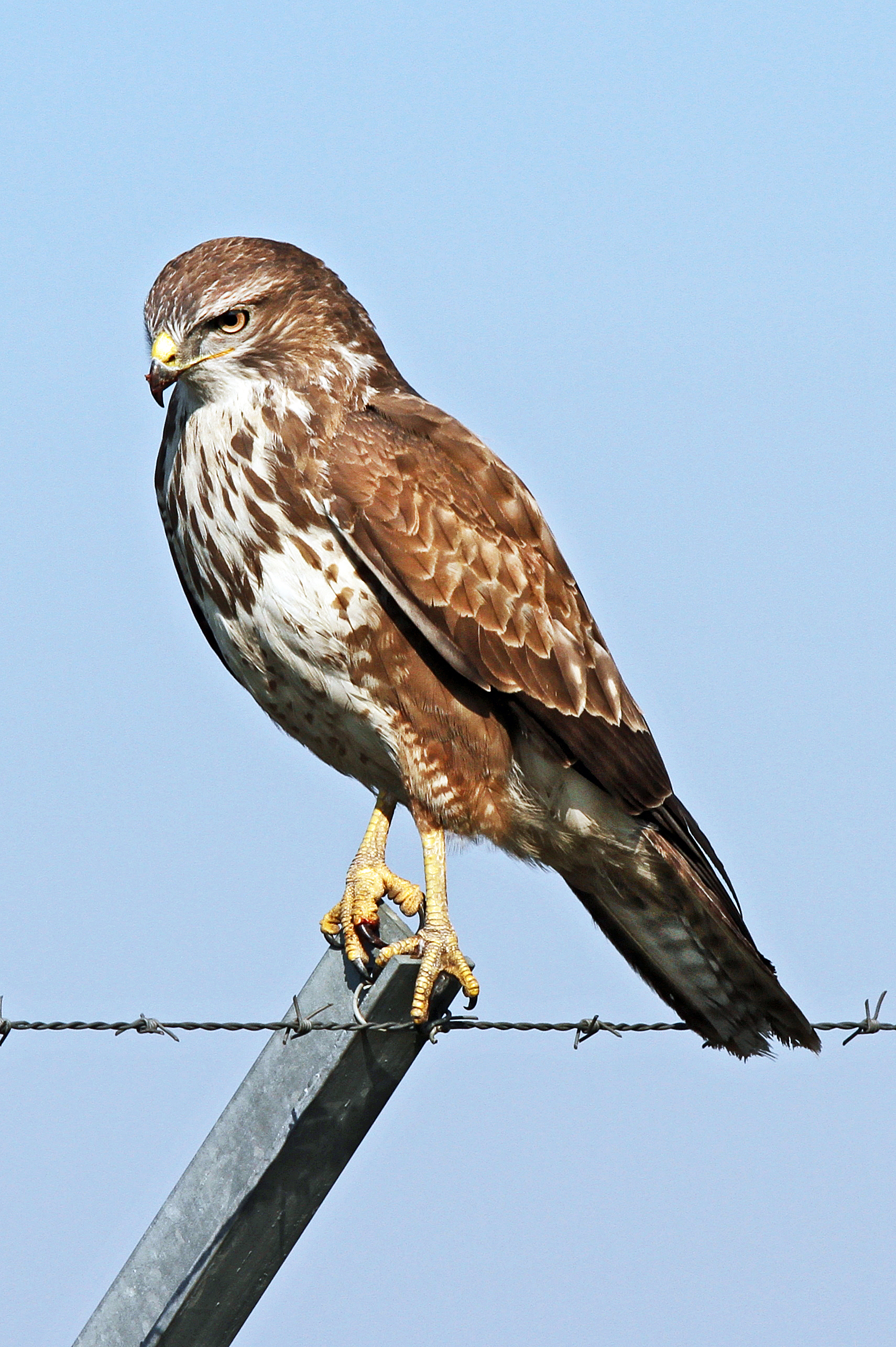
Busardo ratonero posado en un poste.

Las poblaciones de Europa central son residentes o, como mucho, realizan migraciones de corta longitud, según el área en la que habiten. La mayor parte de la población de Europa occidental, incluidas las islas británicas, es también sedentaria, y permanece todo el año en el nido o en sus inmediaciones. Una gran parte de los busardos ratoneros centroeuropeos realiza recorridos menores a 50 km de su lugar de cría. Entre un 30 % y un 40 % de los individuos menores de un año y alrededor del 50 % de ejemplares mayores forman parte de estos migradores de corta distancia. En cambio, los ratoneros escandinavos son en su mayor parte migradores, y sitúan sus lugares de invernada en el sur de Suecia, Dinamarca, Alemania, Países Bajos, Bélgica y Francia. La mayor migración registrada desde Escandinavia se dio con un busardo anillado que había recorrido 6335 km desde el norte de Suecia hasta Togo, donde lo encontraron. En Falsterbo, en el extremo sur de Suecia y no muy lejos de Dinamarca, se contaron durante la migración otoñal entre diez mil y trece mil busardos cada año entre 1987 y 1990.
La temporada de migración comienza en agosto, alcanza su punto álgido a mediados de octubre y acaba con noviembre. El regreso de las aves a sus lugares de cría depende de la dureza del invierno, pero puede empezar en febrero, con su momento más intenso en marzo y termina a finales de abril. Si se producen nevadas fuertes repentinas, también pueden provocar que los busardos más septentrionales o los que viven a mayor altitud, incluso si son sedentarios, viajen hacia regiones más meridionales o a zonas más bajas.

#### SubespecieB. b. vulpinus

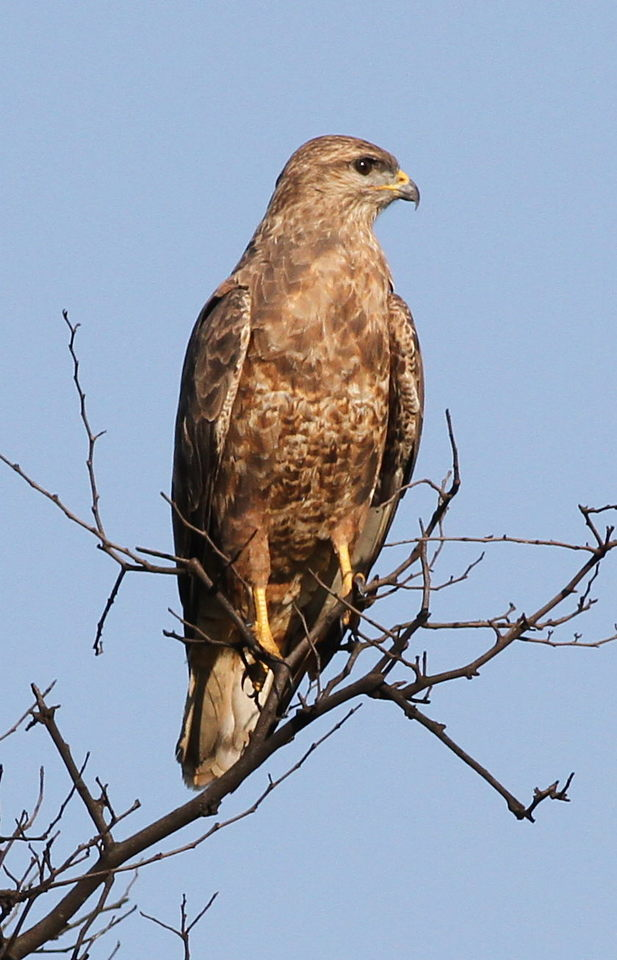
B. b. vulpinus en Sudáfrica.

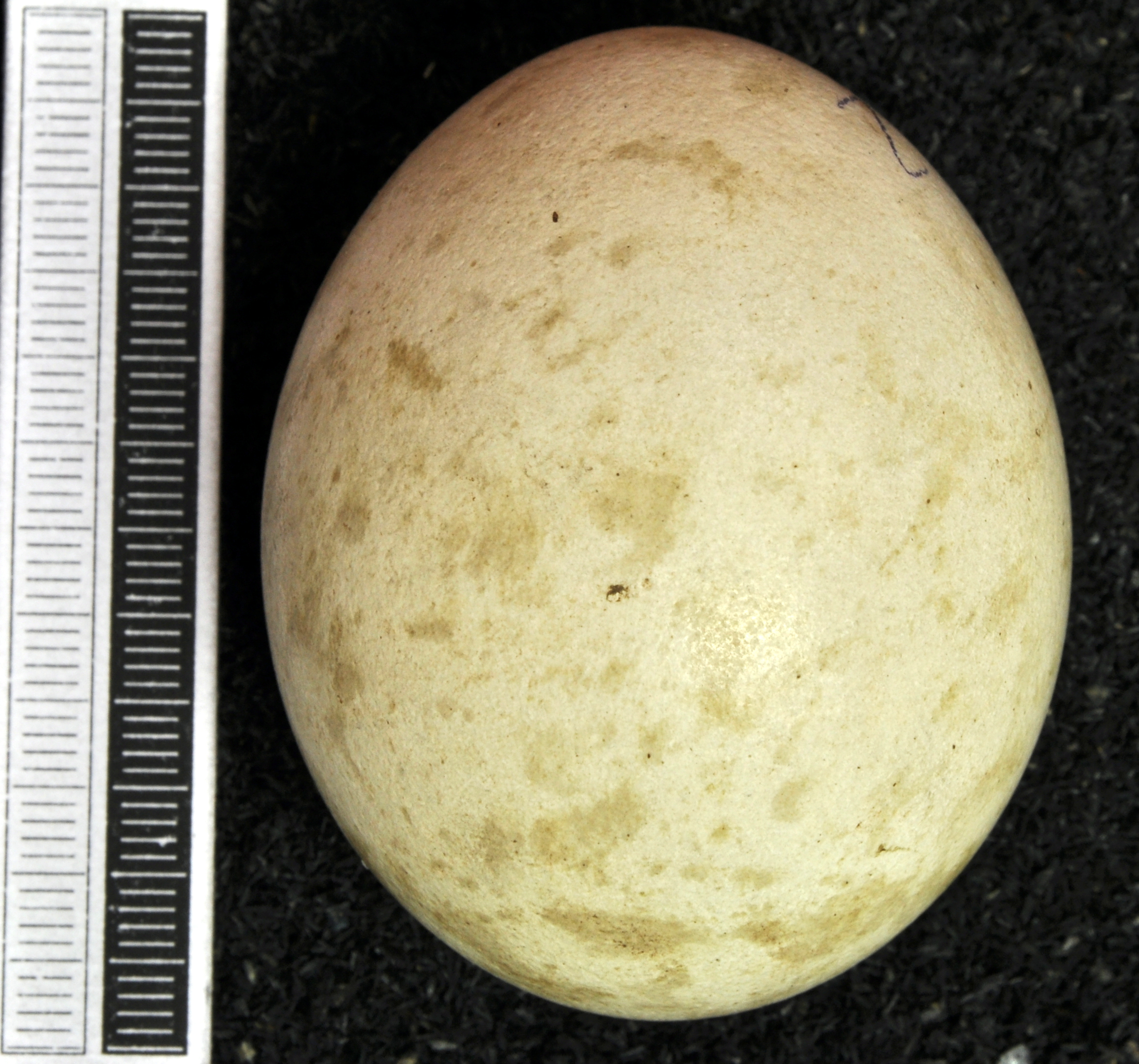
Huevo, colección del Museo de Wiesbaden.

La subespecie migradora por excelencia del busardo ratonero es B. b. vulpinus, capaz de recorrer hasta 13 000 km: habitante desde el este de Europa hasta Siberia en los meses más cálidos del hemisferio norte e invernante durante el invierno boreal en Europa central y sudoriental, norte de África, India, Oriente Medio junto al mar Mediterráneo, y este y sur de África, desde Eritrea y Etiopía junto al mar Rojo hasta Sudáfrica y Namibia, pasando por países como Kenia, Zambia y Tanzania. El sudeste asiático es otro destino habitual y se han observado ejemplares migrando hasta Malasia y Singapur, y ha habido avistamientos en Sri Lanka. Los ejemplares del Himalaya son más bien sedentarios. Denominada vulpinus, del latín vulpes (zorro), por su aspecto más rojizo, anida y tiene a sus crías en la zona paleártica, que abandona hacia septiembre y octubre y a donde comienza a regresar a partir de febrero y marzo. Dadas sus características anatómicas, los busardos de la estepa se sirven del viento y de las corrientes térmicas para su desplazamiento mediante planeos más que de la fuerza de sus alas. Durante las migraciones, es posible ver grandes bandadas, algo que no sucede el resto del año. En el sur de África, el hábitat al que se han adaptado es muy distinto de los bosques boreales, pues consiste principalmente en espacios abiertos, como sabanas y pastizales. Está presente en todos los países sudafricanos, pero su población es más densa en Sudáfrica, Botsuana, Suazilandia y Zimbabue. En Namibia, que es un país más árido, son más frecuentes en el norte, entre el parque nacional Etosha y el río Kunene. Asimismo, los busardos migradores deben hacer frente a un cambio en su alimentación, ya que las presas de la estepa euroasiática y las del sur de África son distintas. A pesar de que no se conoce con exactitud su dieta, sí se ha registrado que esencialmente sigue estando compuesta del mismo tipo de presas: pequeños mamíferos, como el Rhabdomys pumilio, pequeños reptiles, como los Agama o los Nucras, aves y sus polluelos, como la codorniz común, Anthus cinnamomeus o Streptopelia capicola, y diversos invertebrados. También han desarrollado otra adaptación relacionada con su migración y es la muda total de su plumaje, una parte en sus zonas de cría y otra en su zona de invernada. La subespecie B. b. vulpinus realiza pocas vocalizaciones en África.
Dado que los busardos evitan cruzar grandes masas de agua, uno de los puntos clave de su migración se localiza en Israel y la península del Sinaí, donde se unen África y Asia. En Israel se han realizado varios estudios para conocer mejor las características de los busardos migradores en su trayecto. Se han cifrado en más de 400 000 busardos los que utilizan este paso. Otros puntos de paso frecuentes desde el norte hasta el sur son el estrecho del Bósforo, el estrecho de Bab el-Mandeb y Batumi.

### Reproducción
Es entre los dos y los tres años de edad cuando los ratoneros alcanzan su madurez sexual, lo cual se pudo determinar gracias a observaciones de poblaciones en Gales, prestando especial atención a los patrones de coloración de las alas. Debido a la fidelidad relativamente fuerte que guardan a su territorio, las parejas reproductoras pueden permanecer juntas durante toda la vida, que puede llegar a los veintiséis años de edad.

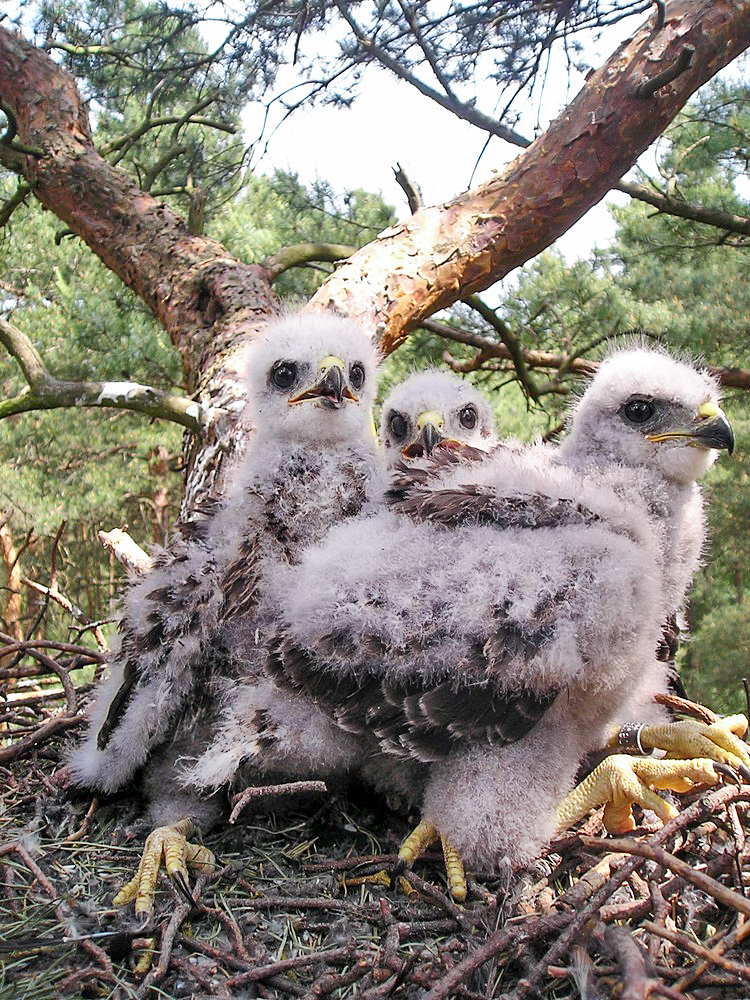
Polluelos en un nido sobre un pino.

La puesta de huevos comienza en Europa central a mediados de marzo, aunque de media se produce a mediados de abril. Los huevos miden 56 × 45 mm y pesan 50-60 g de media. Son blancos, con motas pardas y grisáceas oscuras. En cada puesta suele haber normalmente dos o tres huevos, pero es posible que haya uno o cuatro. La hembra pone los huevos en un espacio de dos o tres días y su incubación dura entre 33 y 35 días, dependiendo del número de huevos de la nidada y de factores ambientales. Tras la eclosión, los pollos permanecen en el nido entre 42 y 49 días y cuando ya son volanderos, se quedan posados en las ramas próximas al nido o en los árboles adyacentes. Esta segunda fase tras la fase de pichón dura entre seis y diez semanas. Entonces los jóvenes ratoneros vuelan junto a sus padres, que siguen ocupándose de ellos hasta que pueden valerse por sí mismos. Cuando finalmente son independientes los jóvenes abandonan el territorio paterno, aunque habitualmente solo se alejan unos kilómetros, como indicó un estudio en Inglaterra con jóvenes radiomarcados, también se han descrito excepciones en las que los jóvenes se alejaron 200 km.
El ratio de éxito de cada nidada, es decir, el número de crías que dejaron el nido por cada puesta, varía en función de la cantidad de alimento. En el norte de Gales entre 1979 y 1982 se determinó una media de 0,73 nuevos busardos por nidada, mientras que otro estudio en Escocia entre 1969 y 1972 obtuvo un resultado de 2,56. En Berlín y Brandeburgo, el ratio de éxito obtenido entre 1973 y 1998 se situó en una media de 1,56, con extremos de 1,28 y 2,16.
De aquellos jóvenes que consiguen dejar el nido, aproximadamente un 49 % sobrevive a su primer año. De ellos, un 68 % sobrevive al segundo año, y de esos un 71 % al tercer año. En años sucesivos, la proporción de busardos supervivientes se sitúa hacia el 81 %, lo cual se pudo calcular gracias a los avistamientos de busardos anidados con anterioridad. El nido puede medir hasta 1 m de diámetro, y cada pareja suele tener varios nidos.

### Alimentación

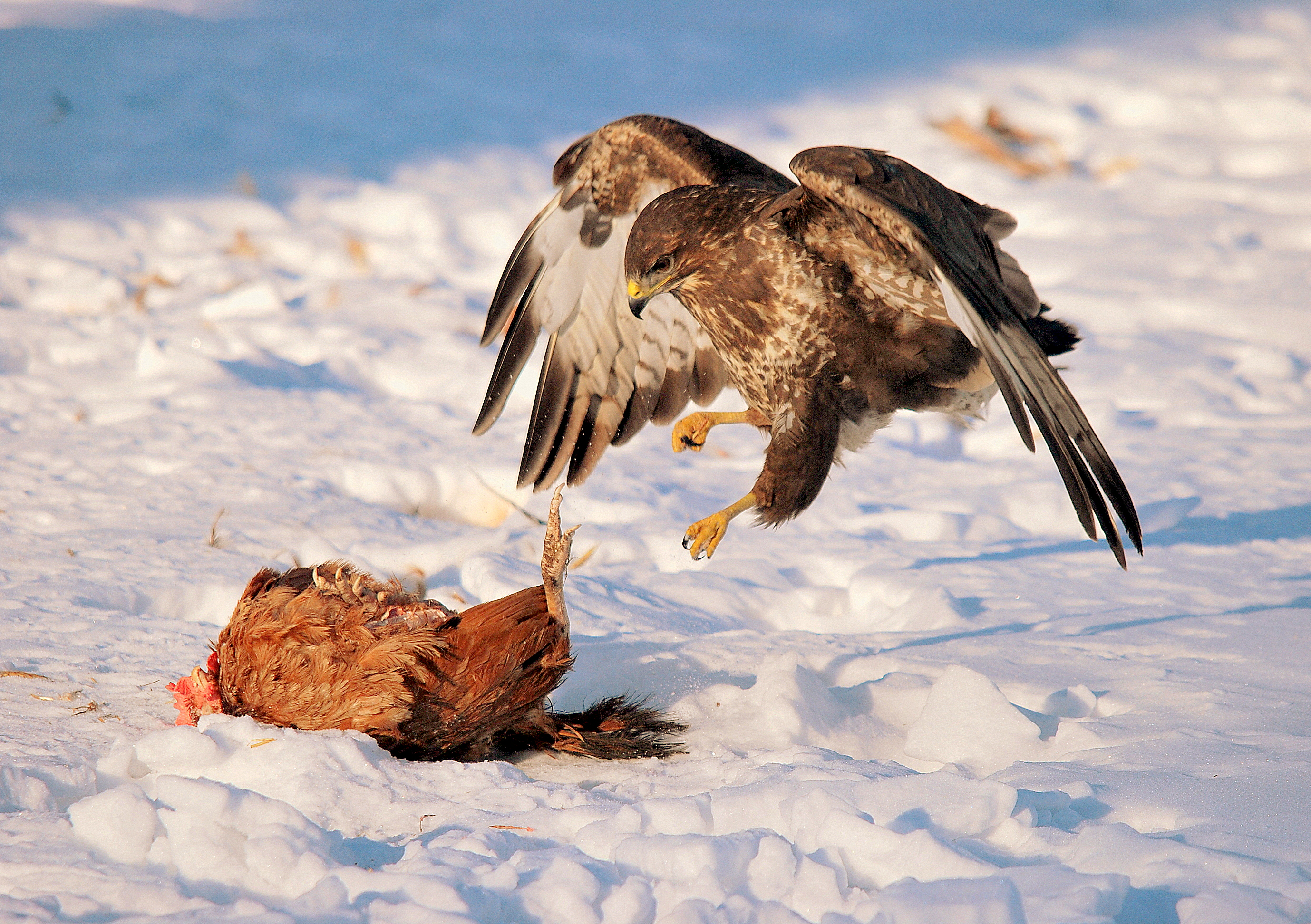
El busardo ratonero en ocasiones muestra hábitos carroñeros.

La técnica de caza consiste normalmente en otear el paisaje y divisar a sus presas, hacia las que se lanza en silencio, por lo que es fácil verlo posado en postes eléctricos y ramas. El principal alimento son los pequeños mamíferos, en Europa central principalmente topillos campesinos (Microtus arvalis) y el topo (Talpa europaea), en España presas más grandes como el conejo (Oryctolagus cuniculus) son más frecuentes en época de cría. Además, los busardos ratoneros cazan pájaros, sobre todo aves jóvenes, reptiles —como lacértidos, luciones y culebras de collar—, así como anfibios, sobre todo ranas y sapos. Una parte de su sustento puede provenir de insectos y sus larvas, además de anélidos como las lombrices de tierra. Se han hallado casos de ratoneros alimentándose de pescado, aunque como carroña, ya que los peces estarían moribundos o ya muertos. Lo mismo sucede con aves relativamente grandes para el ratonero, como palomas, que forman parte de su alimentación si han sido ya heridas o cazadas por otras aves de presa. A menudo aprovecha también los restos de animales atropellados en la carretera, lo que ocasiona a su vez que muchos ratoneros sean atropellados. También se han descrito casos de cleptoparasitismo a halcones. Los datos más fiables sobre su espectro alimenticio solo se han podido obtener a partir de restos de presas en los nidos o mediante el análisis del contenido de su estómago; las egagrópilas aportan información incompleta al tratarse casi exclusivamente de pelo.
La composición íntegra de su alimentación puede variar fuertemente según las presas de la zona y según la alternancia de territorio: entre los años 1945 y 1960 se recogieron en la región bávara de Baja Franconia 384 restos de presas junto a los nidos, de los cuales el 70 % eran mamíferos, sobre todo topillos, un 12 % eran aves, un 15 % reptiles y un 3 % anfibios. En los alrededores de Berlín se reunieron 257 muestras de presas entre 1981 y 1984, y en esta investigación tan solo el 37 % eran mamíferos, mientras que los pájaros habían pasado a ser el 59 %. El resto correspondía a reptiles y anfibios, y un 2 % a peces. En caso de compartir territorio con otras rapaces, estas pueden suponer una competencia al cazar las mismas presas, como sucede con el azor común (Accipiter gentilis), lo que puede afectar a su éxito reproductivo. En el sudoeste de la península ibérica, la distribución de busardo ratonero podría estar limitada por la presencia de la aguililla calzada (Hieraaetus pennatus).

## Población
La población europea, que es aproximadamente un 75 % del total, se estima en 1 028 000 parejas reproductoras (mínimo 783 000, máximo 1 273 000). Para obtener tal cifra, se llevaron a cabo estimaciones en todos los países del Paleártico occidental, en su mayoría a partir de principios del siglo XXI. Los países con mayor población son Polonia, Rusia, Alemania y Francia. En España se calcula una población de entre 13 000 y 18 000 parejas reproductoras en la península (hacia 2003) y entre 430 y 445 en Canarias (hacia 1988). Las regiones españolas con mayor población de busardos ratoneros son Galicia y Castilla y León; en zonas muy áridas, como cabo de Gata, o en algunas islas, como Lanzarote o las islas Baleares, no hay ejemplares o son muy infrecuentes. La población española —compuesta mayoritariamente por la subespecie nominal, Buteo buteo buteo, con Buteo buteo vulpinus esporádicos— es comparativamente baja con la de Alemania, por ejemplo, donde habitan unas 100 000 parejas.

### Desarrollo de la población

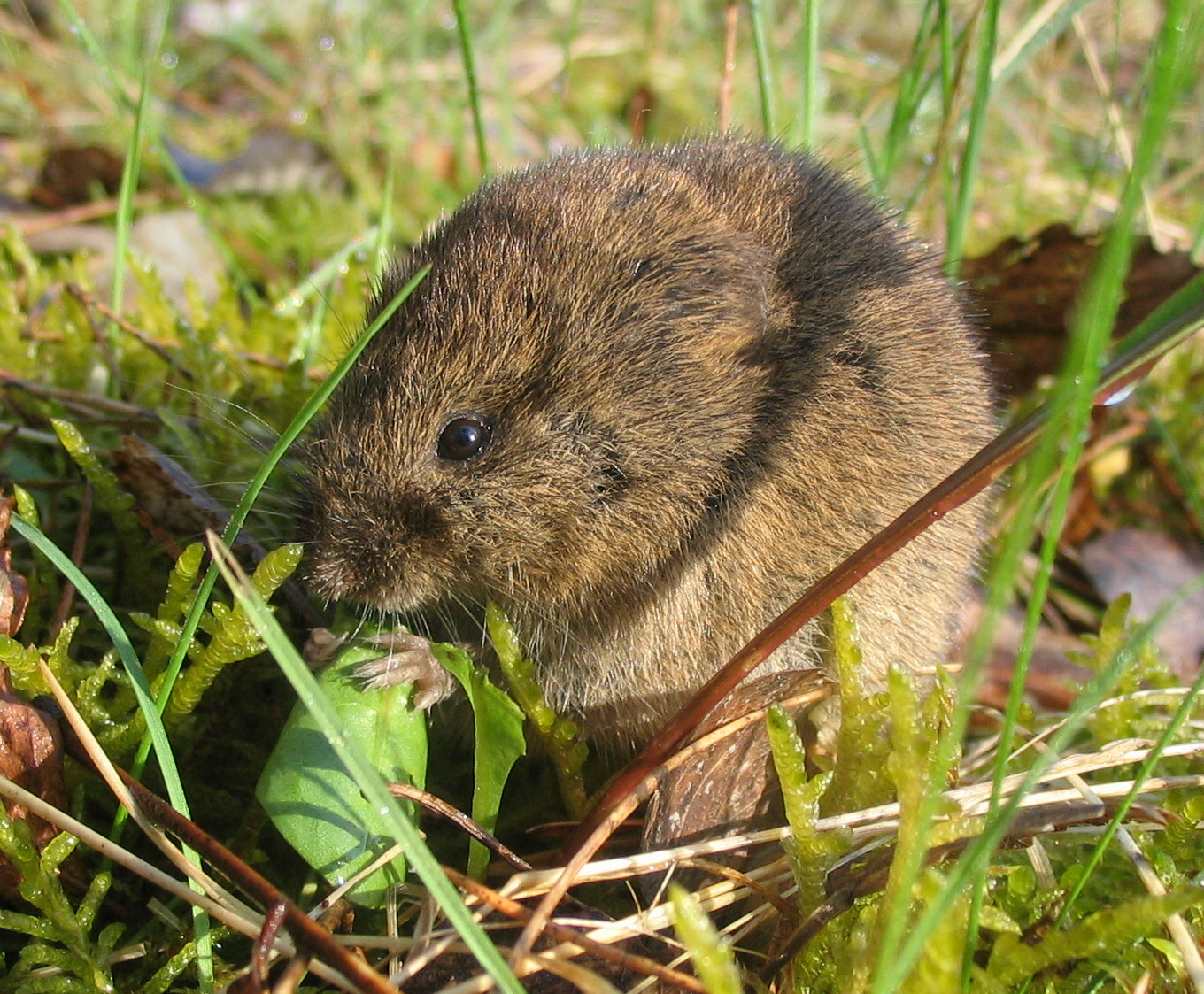
Topillo campesino, presa habitual del ratonero. La cantidad de alimento disponible influye en su evolución demográfica.

La evolución de la población ha sido positiva desde el siglo XIX, debido a una persecución cada vez menor, a la reforestación y al incremento de anidamientos en campo abierto. En concreto, el establecimiento de prohibiciones de caza a lo largo de todo el año en Europa central ha favorecido que algunas poblaciones se acerquen a la capacidad de carga de su ecosistema, es decir, el número máximo de parejas reproductoras que pueden convivir en una superficie. También ha beneficiado a la proliferación del busardo la inactividad de superficies de cultivo en la Unión Europea, ya que eso mejora las condiciones de vida de los topillos campesinos. La fuerte persecución humana ha tenido consecuencias notables en la población de algunas regiones, que han disminuido, y en la dispersión de la especie, que no se encuentra ya presente en algunas zonas, aunque otras sí han sido repobladas parcialmente. Un ejemplo claro es Irlanda, donde únicamente había entre una y diez parejas en la década de 1950, e Inglaterra, de lo cual se culpó a la caza y a la persecución de la especie, aunque en Inglaterra también influyó a nivel regional la mixomatosis de los conejos. En el este de Inglaterra y Escocia no existían durante los últimos cien años parejas que se reprodujeran en la región, una situación que se está revirtiendo.
En los Países Bajos era muy raro avistar busardos ratoneros a principios del siglo XX, era un ave menos frecuente que el azor común. Posteriormente, debido a la introducción de pesticidas en los cultivos, el crecimiento de las poblaciones se vio fuertemente frenado. En la primavera de 1960 se encontraron unos cien busardos muertos —lo que suponía aproximadamente la mitad de la población en aquel momento— a causa del uso de DDT, aldrín y dieldrín. Ya hacia la mitad de la década de 1970, la población había crecido hasta las 1500 parejas reproductoras, y a principios de la década de 1980 había pasado a ser de entre 3500 y 4500 parejas. A comienzos de la década de 1990, el buen estado de las poblaciones de roedores permitió el asentamiento permanente de muchas parejas de busardos, que habían superado ya las 5000.
En el norte de Schleswig-Holstein (Alemania, junto al mar Báltico), se estudió en una superficie de 1000 km² un aumento muy significativo de 102 parejas hasta 206 entre 1967 y 1976, que subieron hasta 300 en 1998. De ellas, el 37 % anidaba fuera de los bosques, cifra que contrasta con el anterior 5 %.
Algunos años se producen fuertes fluctuaciones en el tamaño de las poblaciones, lo cual se debe principalmente a la disponibilidad de alimento. Por ejemplo, la cantidad de topillos campesinos, una de sus principales presas, se rige por cambios cíclicos que afectan por consiguiente a sus depredadores, entre ellos el busardo ratonero. En momentos de falta de alimentos, la proporción de busardos que no se reproducen se eleva mucho y se sitúa entre el 40 y el 75 %.

### Amenazas

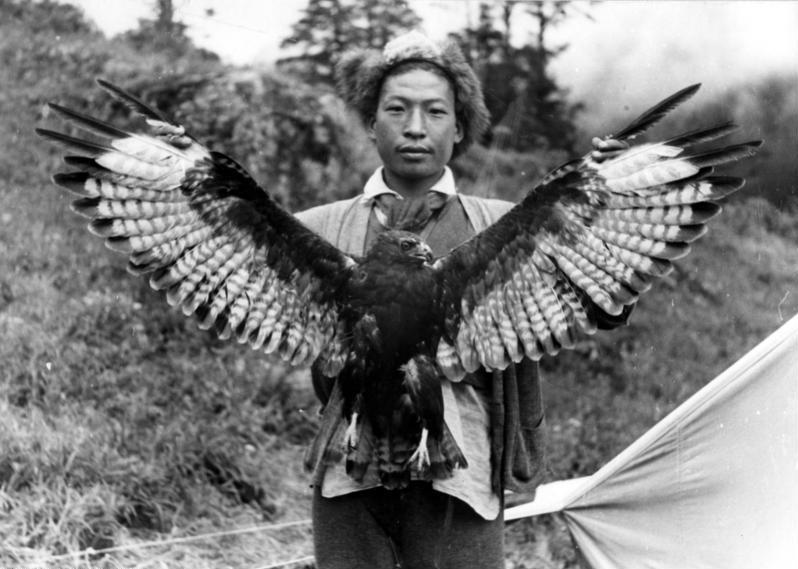
Cazador tibetano sujetando un busardo abatido (1938).

El busardo ratonero sufrió una fuerte persecución por parte de los cazadores, ya que veían en él competencia para sus capturas. No se encuentra amenazado en la actualidad, aunque la subespecie canaria está catalogada en el Libro Rojo de las aves de España como «casi amenazado», debido a la pérdida de hábitat, la contaminación y las molestias humanas, aparte de la caza ilegal. En España, la especie está listada en el Catálogo Nacional de Especies Amenazadas como especie de interés especial. Sin embargo, todavía se les persigue en Europa, especialmente en las zonas de paso de migraciones y en territorios de invernada. En Alemania, que alberga la mitad de la población centroeuropea y tiene por tanto responsabilidad internacional para su conservación, los ratoneros están sujetos a la ley de caza, pero cuentan sin embargo con protección durante todo el año gracias a las directrices de protección de aves de la Unión Europea. En Francia, cuya población residente de ratoneros es particularmente grande (entre 125 000 y 165 000 parejas) y hospeda a muchos ejemplares migrados desde el norte, estos se benefician de protección total por decreto administrativo desde el 17 de abril de 1981, relativo a las aves protegidas en territorio francés, decreto que fue extendido el 29 de octubre de 2009 para actualizar la lista de especies y su tipo de protección. Para el ratonero, además de estar prohibido cazarlos o herirlos, no está permitido capturarlos, transportarlos ni venderlos, ni siquiera si el animal está muerto. También se impide la destrucción de su hábitat y de sus nidos. En Reino Unido, aparte de la persecución cinegética, sufrió un gran declive debido a la ausencia de presas, ya que un brote de mixomatosis acabó con la práctica totalidad de conejos. Por otro lado, en todos los países muchos individuos perecen a causa de atropellos en carreteras y vías de ferrocarril, además de electrocutados en torres de electricidad. La caza ilegal continúa existiendo, tanto mediante disparos como por venenos, aprovechando los hábitos parcialmente carroñeros del busardo; los plaguicidas y pesticidas también afectaron considerablemente a su población, en especial a mediados del siglo XX. La construcción de aerogeneradores también se ha convertido en un problema potencial para la especie.
Las acciones humanas pueden dar al traste con el éxito de cada nidada, si se tala el árbol del nido o sus cercanías o si se realizan obras y construcciones; tanto por desconocimiento como por persecución intencionada, los pichones y busardos jóvenes morirán. Del mismo modo, el expolio de nidos es un problema añadido, que puede estar causado por coleccionistas o por cetreros, aunque la cetrería con ratonero común está prohibida en lugares como Canarias, y es una práctica que históricamente ha sido muy poco frecuente. De manera natural, el búho real (Bubo bubo) es un depredador de busardos ratoneros. Por otro lado, la especie no está exenta de enfermedades y parásitos, entre los que se cuentan numerosos helmintos.